# ديريك رانسوم
ديريك رانسوم (بالإنجليزية: Derrick Ransom)‏ هو لاعب كرة قدم أمريكية أمريكي، ولد في 13 سبتمبر 1976 في إنديانابوليس في الولايات المتحدة.

## وصلات خارجية
- ديريك رانسوم على موقع مرجع كرة القدم المحترفة.كوم (الإنجليزية)